# Herb Kraju Krasnojarskiego
Herb Kraju Krasnojarskiego – symbol Kraju Krasnojarskiego przyjęty 12 lutego 1999 roku Prawem Kraju Krasnojarskiego № 5-296 "O herbie Kraju Krasnojarskiego". Wzorzec herbu w wykonaniu autorskim znajduje się w stałej ekspozycji muzeum krajoznawczego.

## Opis
Tarcza herbowa czerwona, przepasana niebieskim cienko złotoobrzeżonym pasem. Godło stanowi złoty lew trzymający w przedniej prawej łapie złotą łopatę, a w lewej złoty sierp. Tarcza uwieńczona jest przez cokół z trzema orderowymi wstążkami oraz okrążona złotymi dębowymi liśćmi i cedrowymi gałązkami przewiązanymi niebieską wstążką.

## Symbolika
Czerwień w tle symbolizuje odwagę, męstwo i nieustraszoność. Lew jest symbolem władzy, odwagi, śmiałości i wielkoduszności.
Orderowe wstążki na cokole świadczą o tym, że Kraj Krasnojarski został odznaczony dwukrotnie Orderem Lenina: 23 października 1956 roku i 2 grudnia 1970 roku orderem rewolucji październikowej - 5 grudnia 1984 roku
Łopata  i sierp pochodzą od głównych zajęć ludności regionu. Łopata wskazuje na działalność wydobywczą: w guberni jenisejskiej swego czasu wydobywano 90% rosyjskiego złota. Sierp na inne podstawowe zajęcie mieszkańców: uprawę roli.